# بطحية
بطحية هي بلدية من بلديات ولاية عين الدفلى وهي مقر دائرة في نفس الوقت، تقع في جنوب غرب الولاية في جبال الونشريس، يبلغ عدد سكانها قرابة 7000 نسمة خلال سنة 2012، طابعها ريفي زراعي. تبعد عن الجزائر العاصمة بنحو 260 كم.

## الموقع
تقع بطحية في الجنوب الغربي لولاية عين الدفلى يحدها من الناحية الشمالية بلدية بلعاص (ولاية عين الدفلى) ومن الناحية الجنوبية بلديتي بني شعيب وسيدي بوتوشنت (ولاية تيسمسيلت) ومن الجهة الشرقية بلديتي ثنية الحد (تيسمسيلت) والحسنية (ولاية عين الدفلى) ومن الجهة الغربية بلديتي بني بوعتاب (الشلف) وبوقايد (تيسمسيلت) وتبعد عن مقر الولاية (عين الدفلى)ب72 كلم، وتعتبر منطقة بطحية امتداد طبيعي لسلسلة جبال الونشريس، يعود تاريخ بطحية إلى ما قبل الإسلام، سكانها الأصليون هم البربر (أم ازيغ) وتذكر بعض الروايات أن أثناء الفتوحات الإسلامية للشمال الإفريقي حلت بالمنطقة قبيلة عربية قادمة من الجزيرة العربية تسمى بطحاء وهي لغة بمعنى المكان المتسع وفي مجال التنظيم الإداري كانت المنطقة تابعة لإمارة الأمير عبد القادر «مقاطعة مليانة» وبعد سقوط المنطقة في يد العدو سقوطا كليا تم إدماج بطحية سنة 1890 إلى الونشريس (برج بونعامة حاليا) ودام هذا الحال إلى حين إقرار نظام الحالة المدنية من قبل العدو وفي سنة 1921 تم إدماج بطحية إلى الأصنام ودام ذلك إلى غاية سنة 1941 بعد أن قامت الإدارة الاستعمارية بوضع تنظيم خاص بتغيير المقاطعات الإدارية الإقليمية، وفي سنة 1942 إلى أواخر 1956 أعيد إدماج بطحية إلى البلدية المختلطة الونشريس بعد اتخاذ نفس التدابير الخاصة بتنظيم المقاطعات الإدارية للجزائر وبموجب مرسوم مؤرخ في 04/ديسمبر 1956 تم إنشاء بلدية بطحية بإشراف رئيس المندوبية المختصة مكلف بتسيير شؤون البلدية الإدارية ضابط عسكري يسمى سامبلابرتبة نقيب وكان مقرها بوعظم (SAS) ببني شعيب وكان هذا العمل قد ألغت به الإدارة الاستعمارية جميع البلديات المختلطة واستمر هذا التنظيم إلى غاية فجر الاستقلال الوطني واسترجاع السيادة الوطنية تم إصدار مرسوم رقم 63/189 مؤرخ في 16/05/1963 الذي يتضمن التنظيم الإقليمي للبلديات وهو الأول من نوعه أين تم من خلاله وضمها بدية بطحية إلى بلدية بني هندل ولاية الأصنام وفي نفس السنة تم تعديل هذا التنظيم بإصدار أمر رقم 63/421 مؤرخ في 28/10/1963 بإعادة إدماج بطحية إلى بلدية عين التوتية (المعروفة حاليا بالحسنية) التابعة أنذاك إلى دائرة ثنية الأحد ولاية الأصنام واستمر هذا الإجراء إلى غاية إصدار قانون رقم 08/1984مؤرخ في 04/02/1984 المتضمن التنظيم الإقليمي للبلاد وأصبح بطحية بلدية تابعة لولاية عين الدفلى منذ تاريخ إلى 01/01/1985 غاية يومنا هذا.